# Common Interface

Структурная схема интерфейса

CI (англ. Common Interface, CI-модуль) — интерфейс подключения (слот расширения) для электронных модулей, имеющийся в конструкции современных телевизоров, ресиверов цифрового телевидения или специализированных плат расширения бытового компьютера, позволяющий, через применение (вставление) CAM-модулей с декодирующей картой, просматривать закрытые (закодированные) радио- и телеканалы.
Используется в системах цифрового вещания, как часть оборудования защиты коммерческого медиаконтента.

Подключаемые устройства:
- CAM-модуль — вставляемое в CI-слот стандартное переходное устройство для подключения карт декодирования закрытых каналов. Для каждого типа кодировки (Viaccess, Conax, Irdeto и пр.) существует соответствующий CAM-модуль.
- декодирующая карта (карта декодирования, карта доступа) — электронная смарт-карта, вставляемая в CAM-модуль и хранящая в себе индивидуальные данные подписчика (список оплаченных каналов, сроки подписки и пр.).

В некоторых моделях CI-модулей может быть предусмотрена установка двух разных CAM, для разных карт декодирования.
В персональный компьютер CI-модуль вставляется в слот PCI (однако не имеет контактов с собственно шиной PCI, производя обмен информацией и получая питание по внутреннему кабелю), есть варианты исполнения в форм-факторе флоппи-дисковода 3.5″.
Все CI должны соответствовать стандарту EN 50221-1997 (спецификация Common Interface).

## CI+
Предыдущая версия CI декодирует телевизионный сигнал и передаёт его для дальнейшей обработки в незашифрованном виде на ресивер или телевизор. Зашифрованные ранее сигналы теперь открыты и могут быть свободно записаны или скопированы.
Новая версия CI+ (CI Plus) работает с «Обратным шифрованием». Это означает, что данные остаются зашифрованными ещё даже до непосредственной передачи на экран. Новый стандарт соответствует требованиям владельцев данных. Таким образом что-то записать с аппарата, оснащенного такой версией CI, становится, на данный момент, невозможно. Поддерживаются только специальные проигрыватели, совместимые с данным форматом. Владелец контента может в таком случае запретить запись или разрешить просмотр только один раз или запретить перемотку рекламы или запретить запись на жёсткий диск.
Наличие той или иной версии CI обычно указывается в маркировке телевизора.